# イギリス国鉄08形ディーゼル機関車
08形（Class 08）は、イギリス国鉄が導入した入換用のディーゼル機関車である。1953年から1962年にかけて1010両が製造され、イギリス国鉄の
各形式の中でも最多数のディーゼル機である。

## 歴史と運用
片端に運転台を有する車軸配置C（0-6-0）の電気式ディーゼル機関車で、重量は50t、出力は350HP、最高速度は32km/h。動力はロッドにより伝達される（厳密にいうと台枠の間にある2基の主電動機が二段減速歯車で前後の車輪を動かし、中央の車輪もカップリングロッドで結ばれているので前後と一緒に回る。）。派生形式として、歯車比を速度重視とし最高速度が44km/hの09形、シェフィールド近郊のティンズリー操車場用として08形を2両1組に改造した13形が登場している。
08形はイギリス国鉄のダービーほか各工場で生産され、出力は低かったものの頑丈で重量物の輸送に適していたため、主に貨車操車場などで幅広く使用された。現在は旅客車の固定編成化や貨物列車の直行輸送化の進展で入換需要が減少し、稼働車数も減少傾向にあるが、それでも2007年時点で300両以上残存している。
1990年代の民営化により、08形は大半がEWS鉄道に継承された。フレートライナーなど他の貨物会社や産業鉄道でも複数機が稼働しているほか、保存鉄道でも使用されている。

## 登場作品
『汽車のえほん』およびその映像化作品『きかんしゃトーマス』に登場するディーゼル機関車、「ディーゼル」のモデルとなった。また、『きかんしゃトーマス』に登場するオリジナルキャラクターであるハリーとバート、パクストン、シドニーなどのモデルにもなっている。